# 아사쿠라역 (고치현)
아사쿠라역(일본어: 朝倉駅)은 일본 고치현 고치시에 위치한 시코쿠 여객철도 도산 선의 철도역이다. 역 번호는 K05이며, 상대식 승강장 2면 2선의 구조를 가진 교환가능한 지상역이다. 이 역에서는, 도사 전기 철도 이노 선 아사쿠라에키마에역에 대해서도 기술한다.

## 타는 곳

### 아사쿠라 역
| 1 | ■ 도산 선 | (하행) | 이노 · 스사키 · 구보카와 · 나카무라 · 스쿠모 방면 |
| 2 | ■ 도산 선 | (상행) | 고치 · 도사야마다 · 다카마쓰 · 오카야마 방면      |

### 아사쿠라에키마에 역
상대식 승강장 2면 1선을 가진 지상역으로, 승강장은 없다. 길 위에 안전지대로 표시된 것만이 있다.
| 남쪽 | ■ 이노 선 | 이노 방면         |                                 |
| 북쪽 | ■ 이노 선 | 하리야마바시 방면 | 고멘 선 · 도산바시 선 직통 포함 |

## 역 주변
- 고치 대학
- 아사쿠라 진자
- 국립병원기구 고치 병원

## 역사
- 1924년 11월 15일 : 국철 아사쿠라 역 개업.
- 1925년 2월 5일 : 도사 전기 철도 아사쿠라에키마에도리역 개업.
- 월일 미상 : 아사쿠라에키마에도리 역을 아사쿠라에키마에역으로 개칭.
- 1969년 10월 1일 : 아사쿠라 역, 배달의 취급을 폐지.
- 1986년 12월 23일 : 아사쿠라 역이 현재의 로그 하우스 역사로 된다.
- 1987년
  - 2월 2일 : 윌리 윙키 아사쿠라 점 개업 (윌리 윙키 1호점, 현재는 폐업.)
  - 4월 1일 : 국철 분할 민영화에 의해 아사쿠라 역은 시코쿠 여객철도가 승계.
- 2005년 3월 1일 : 다이어 개정에 의해, 아사쿠라 역으로의 특급 열차 정차 수가 대폭으로 증가.
- 2008년 3월 14일 : 역 구내에 있던 워프 플라자 아사쿠라가 폐점 된다.

## 인접 역
| 시코쿠 여객철도 도산 선        | 시코쿠 여객철도 도산 선  | 시코쿠 여객철도 도산 선     |
| ------------------------------ | ------------------------ | --------------------------- |
| K 03 아사히 다도쓰 · 고치 방면 | 특급 '난푸' · '아시즈리' | 이노 K 07 구보카와 방면     |
| K 04 고치 다도쓰 · 고치 방면   | 보통                     | 에다가와 K 06 구보카와 방면 |
| 도사 전기 철도 이노 선         |                          |                             |
| 아사쿠라 하리야마바시 방면     | 이노 선                  | 아사쿠라진자마에 이노 방면  |